# Sereine (Schiff)
Sereine (z. T. auch mit Artikel: La Sereine; frz.: [die] Gelassene/ Heitere/ in sich Ruhende) ist eine in Frankreich als „maritimes Erbe“ denkmalgeschützte und als "bateau d'intérêt patrimonial" (auf Deutsch „Museumsschiff“) geltende Holzyacht der französischen Segelschule Glenans. Die kuttergetakelte Slup wird meist für fortgeschrittene Segler und vor allem in der Skipperausbildung eingesetzt, da ihre traditionelle Handhabung laut ihrem Eigner eine genaue Beachtung der Chronologie der Manöver erfordert und sie zudem für Langstrecken entworfen wurde. Im Rahmen ihrer Aufgabe als Ausbildungsboot nahm Sereine bereits beim ersten Tall Ships’ Race 1956 teil und segelte seither zu zahlreichen Treffen und Regatten von Traditionsseglern in und um Frankreich.
Der lange Zeit unmotorisierte Segler weist noch heute viele traditionelle Schiffbau-Elemente auf, etwa die Mastgarten-ähnliche Anbringung von Belegnägeln, die Führung der Fallen über Taljen (ohne Winschen), das Reffsystem des Großsegels mit Scheiben und Klampen am Baum oder die Abstützung des Holzmastes durch Backstage ebenso wie die hölzernen Blöcke, das Skylight über der Messe/Salon und grundsätzlich die Holzbauweise. Die Takelung ist dadurch, wie bei anderen Traditionsseglern, arbeitsintensiver als die modernerer Boote. Wie für Segelboote der Glénans-Segelschule nicht unüblich, ist die technische Ausrüstung einfach gehalten – GPS (ohne elektronische Seekarte bzw. Kartenplotter), Lot und Logge, dazu ein UKW-Funkgerät und ein batteriebetriebener Kurzwellen-Empfänger. Auch die übrige Ausstattung ist zum Teil simpel (z. B. Eimer als Waschbeckenersatz in der Kombüse; mit einer Holzplatte verkleidete Plastikkisten als „Schubladen“; z. T. preiswertes Holz) bis spartanisch (Kojen mehrheitlich schmaler als 50 cm), aber oft sehr zweckmäßig (z. B. großer Kartentisch über die ganze Breite des Decksaufbaus, mit Ablagen für griffbereite Unterlagen; doppeltes Luken-/Niedergangssystem für den Zugang zur Segellast bei verschiedenen Wetterbedingungen).
Im Laufe ihrer Karriere fuhr Sereine unter anderem Hochseetörns auf die Kanaren, die Azoren, nach Norwegen und Irland. Heimathafen ist Concarneau in der Bretagne.

## Geschichte
Bereits 1948 gaben Philippe und Hélène Viannay, die 1947 die Segelschule Les Glénans begründet hatten, beim Bootskonstrukteur Henri Dervin (u. a. auch 4 vents von Marcel Bardiaux und Kurun von J.-Y. Le Tourmelin) eine hochseetaugliche Yacht in Auftrag. Nach seinen Plänen wurde die Holzyacht 1950 bis 1951 von den Bootsbauern Jean Laurent und Maurice Derrien in Pont-Aven gebaut; gemäß den damaligen Prinzipien der Segelschule war sie unmotorisiert. Seither gehört Sereine der Segelschule Les Glénans, für die sie seit ihrem Stapellauf 1952 als erste oder eine der ersten Kajütyachten der Schule im Einsatz ist. Von 1952 bis 1998 wurden auf Sereine 5000 Segelschüler unter 500 verschiedenen Skippern ausgebildet (Angabe von 2004). In diesem Zeitraum legte sie circa 130.000 Seemeilen (240.000 Kilometer) zurück.
1998 war Sereine nach dem jahrzehntelangen Einsatz in so schlechtem Zustand, dass sie nicht mehr im Schulbetrieb eingesetzt werden konnte. 2001 wurde sie als maritimes Erbe denkmalgeschützt und 2004 zur Werft Chantier du Guip in Brest geschleppt. Zu diesem Zeitpunkt waren 34 Spanten gebrochen, Vordersteven und Teile des Decks nicht mehr zu retten, der Rumpf musste vollständig neu kalfatert werden usw. Zwei Jahre wurde Sereine generalüberholt (u. a. Takelage, neue Elektrik …), bis sie rundum erneuert am 24. Juni 2005 wieder zu Wasser gelassen und eingeweiht wurde. Sie kehrte an ihren Heimathafen Concarneau im Norden der Glénan-Inseln zurück, von dem aus sie üblicherweise wieder in Ein- oder Zwei-Wochen-Törns eingesetzt wird.
Im September 2007 wurde Sereine aus dem Hafen von Concarneau gestohlen, als sie gerade für den Winter abgetakelt werden sollte. Ein Mann in den Dreißigern fuhr sie bis zur Insel Ouessant, wo das Schiff erkannt wurde und der Dieb von der Polizei festgenommen wurde. Da das Schiff aufgrund seiner Bekanntheit als unverkäuflich gilt, in Ouessant wohlbekannt ist und der Mann sich an Land auffällig benahm, galt der Diebstahl bzw. sein Motiv in den Medien als „mysteriös“.

## Teilnahme an Treffen von Traditionsseglern und Regatten
Zusätzlich zu ihren Aufgaben als Ausbildungsschiff fährt Sereine regelmäßig zu Treffen oder Regatten traditioneller Schiffe. Sie nahm 1956 an der ersten Ausgabe der Tall Ships’ Races teil und errang dort den dritten Platz als eines von acht Schiffen in der Klasse von Fahrzeugen unter 100 Tonnen. Sie nahm 1964 oder 1965 am Fastnet-Rennen und 1966 an Falmouth-Skagen teil sowie am Großteil der Traditionssegler-Treffen in Brest und Douarnenez (außer in den Jahren 1998–2005).
Zum 50-jährigen Jubiläum der Tall Ships’ Races gewann Sereine den für das erste Rennen 2006 ausgelobten Sonderpreis für den schnellsten „Veteranen“ – das schnellste Schiff, das bereits 1956 mitgesegelt war – der Klassen B, C und D (1st Veteran Class B, C or D Vessel to Finish).

## Belege
1. 1 2  Glénans-Katalog 2012 (S. 78: "Sereine. Entre Tradition et Modernité"): "Très vite, les équipages rêvent de navigations hauturières et le grand cotre taille la route vers des destinations multiples : les Açores, les Canaries, l'Irlande, la Norvège... Sereine s'est souvent distinguée dans la Course des Grands Voiliers et a remporté plusieurs grands prix dont la prestigieuse course du Fastnet, en 1964."
2. ↑  Glénans-Katalog 2012 (S. 78: "Sereine. Entre Tradition et Modernité"): "Commandée par Philippe Viannay, fondateur des Glénans, Sereine fut mise à l'eau en 1952. Très vite (...)"
3. ↑  Glénans-Katalog 2012 (S. 78: "Sereine. Entre Tradition et Modernité"): "Mise à l'eau en 1952, Sereine est l'un des premiers bateaux de croisière des Glénans."
4. 1 2 3  Monuments historiques. patrimoine maritime. bateau de plaisance, bateau de croisière, cote bermudien dit Sereine Website der französischen Denkmäler unter der Ägide des französischen Kultusministeriums
5. ↑  Diese oft wiederholten Zahlen tauchen auch noch im Glénans-Katalog von 2012 auf (S. 78: "Sereine. Entre Tradition et Modernité"): "A ce jour, Sereine a parcouru plus de six fois le tour de la terre et formé plus de 5000 stagiaires."
6. ↑  Glénans-Katalog 2012 (S. 78: "Sereine. Entre Tradition et Modernité"): "Remplacement des gréements, circuit électrique neuf, allonge de voûte, étrave, membrures, pont, peintures, etc., c'est un bateau entièrement refait à neuf qui a été remis à l'eau le 26 juin 2005."
7. ↑  Les Grandes dates Les Glénans
La page de Sereine. (Seite nicht mehr abrufbar, festgestellt im April 2019. Suche in Webarchiven) JYB Photos
8. ↑  keine Autorenangabe (28. September 2007). Glénans. Mystérieuse disparition de Sereine. Le Télégramme
keine Autorenangabe (27. September 2007).  Morbihan Sereine. Le geste d'un marin à la dérive. Le Télégramme
Sereine, Retour à Concarneau, 28 septembre 2007. (Seite nicht mehr abrufbar, festgestellt im April 2019. Suche in Webarchiven) (On a volé Sereine !) JYB Photos
9. ↑  History. (Memento des Originals vom 28. April 2015 im Internet Archive)  Info: Der Archivlink wurde automatisch eingesetzt und noch nicht geprüft. Bitte prüfe Original- und Archivlink gemäß Anleitung und entferne dann diesen Hinweis. The Tall Ships Races Lisboa 2016
keine Autorenangabe (15. April 2011). 1956 Veteran pays a visit to Mumby Road. Sail Training International
The First Tall Ships Race (Memento des Originals vom 4. Dezember 2014 im Internet Archive)  Info: Der Archivlink wurde automatisch eingesetzt und noch nicht geprüft. Bitte prüfe Original- und Archivlink gemäß Anleitung und entferne dann diesen Hinweis. Sail Training International
10. ↑  Fastnet Competitors: S. British National Yachting Archive
11. ↑  50th Anniversary Tall Ships’ Races. Race 1 - Saint-Malo to Lisbon. (Memento des Originals vom 24. September 2015 im Internet Archive)  Info: Der Archivlink wurde automatisch eingesetzt und noch nicht geprüft. Bitte prüfe Original- und Archivlink gemäß Anleitung und entferne dann diesen Hinweis. Sail Training International